# Pellaea truncata
Pellaea truncata är en kantbräkenväxtart som beskrevs av Goodd. Pellaea truncata ingår i släktet Pellaea och familjen Pteridaceae. Inga underarter finns listade.

## Bildgalleri

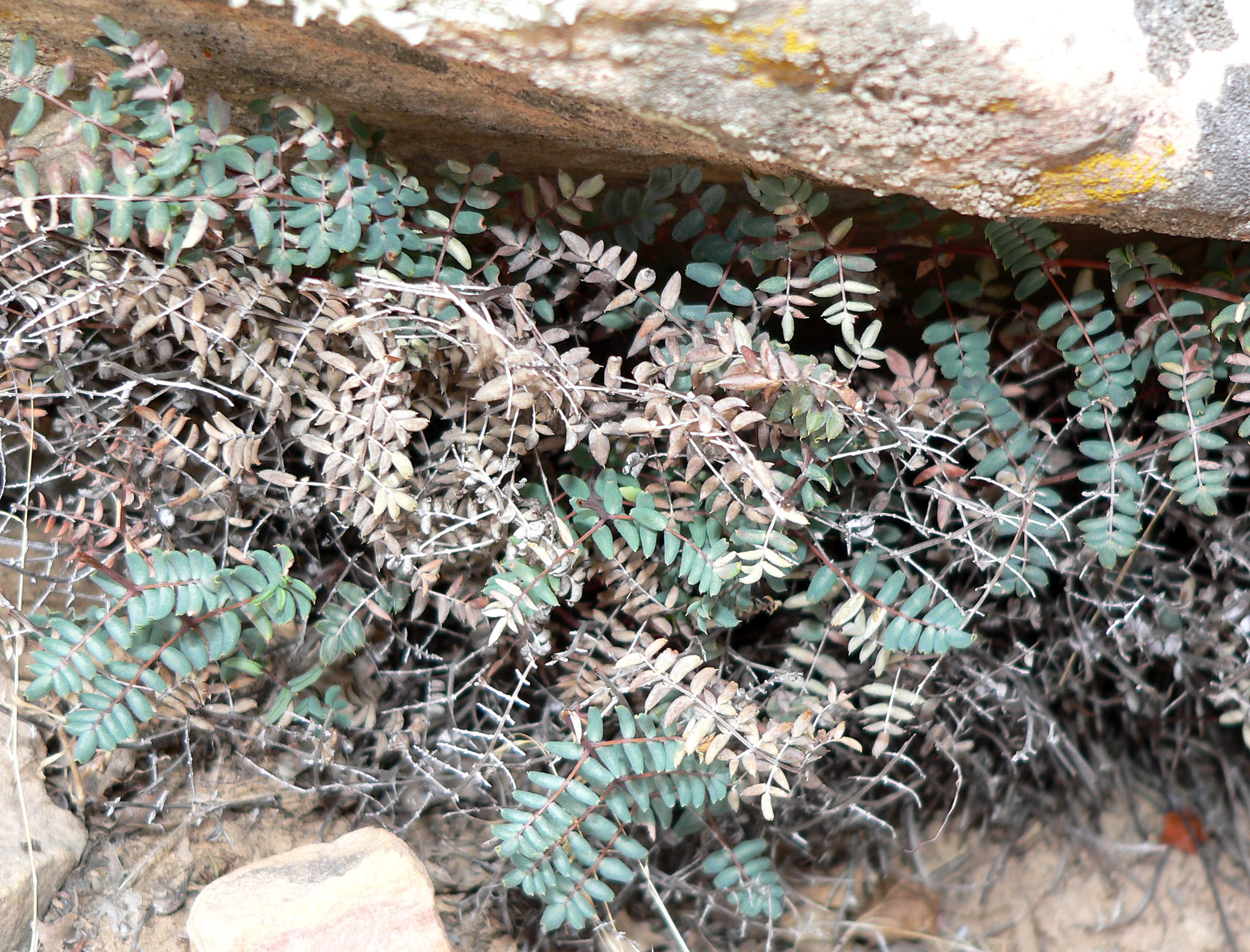
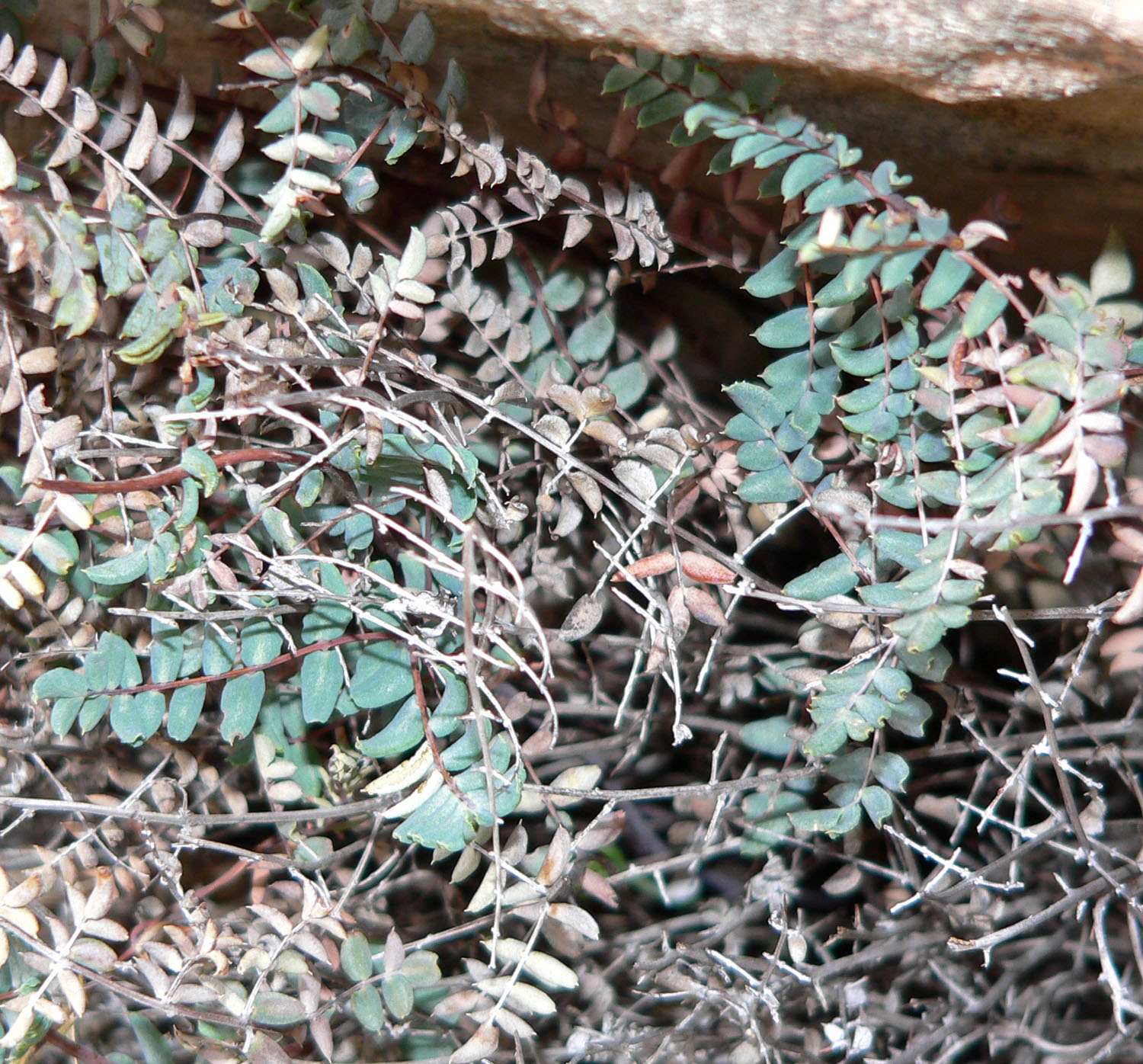
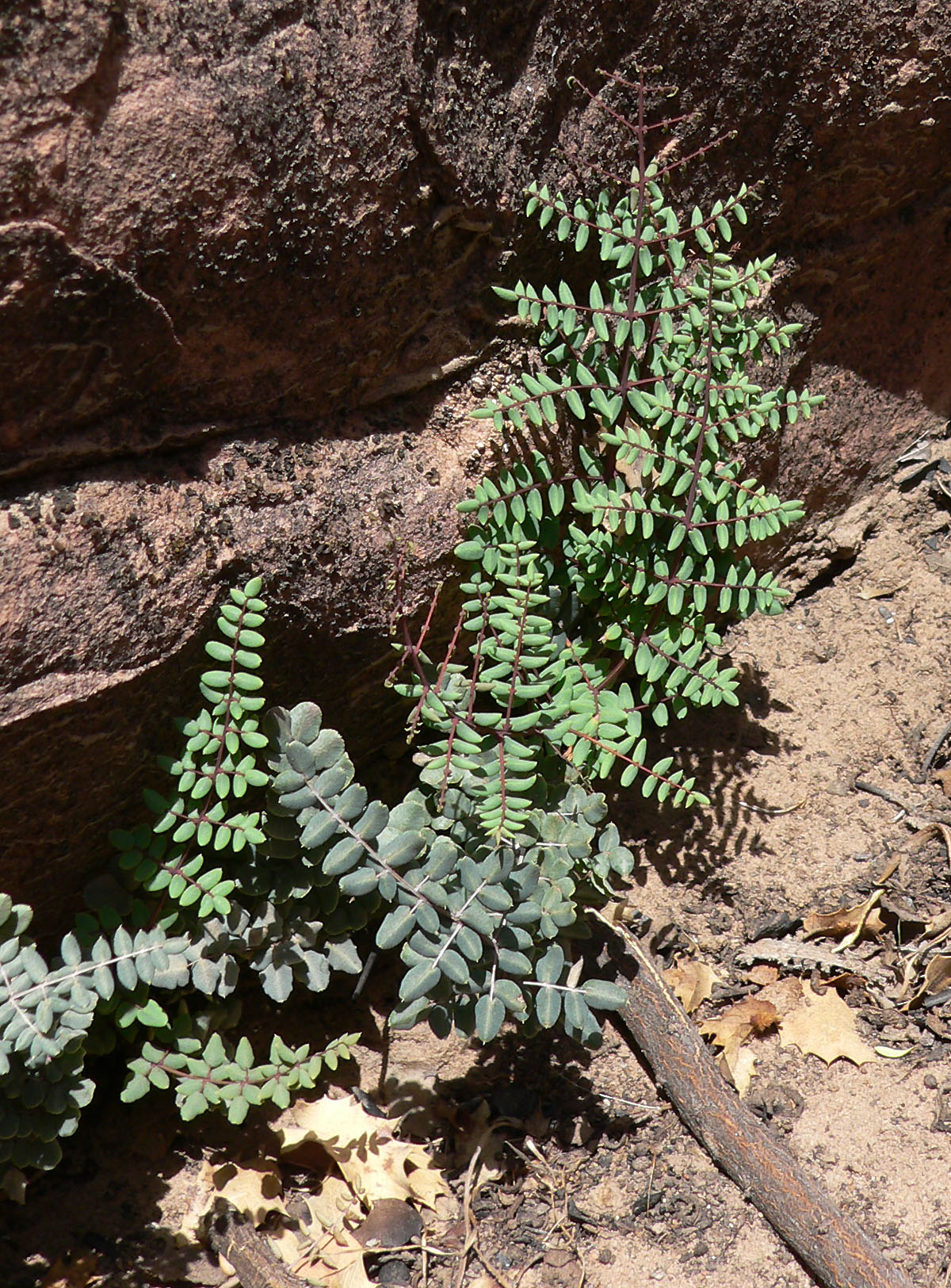
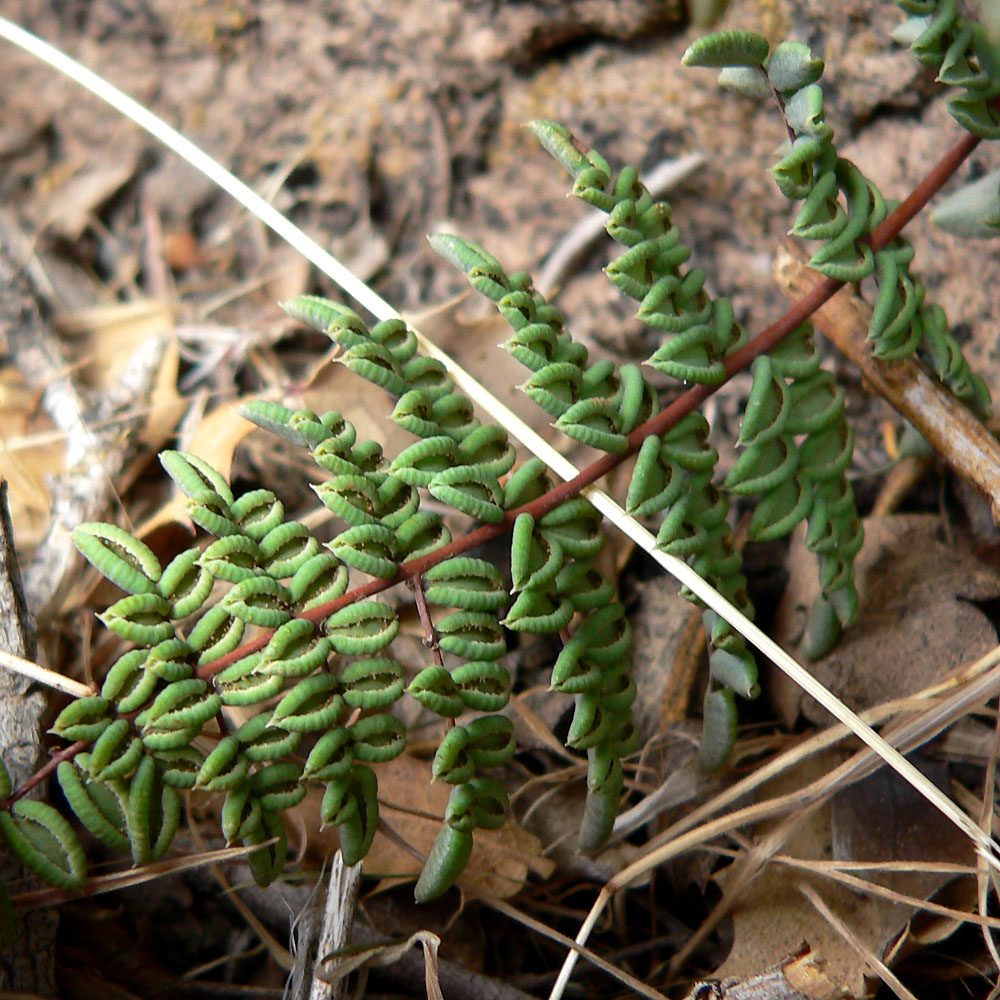
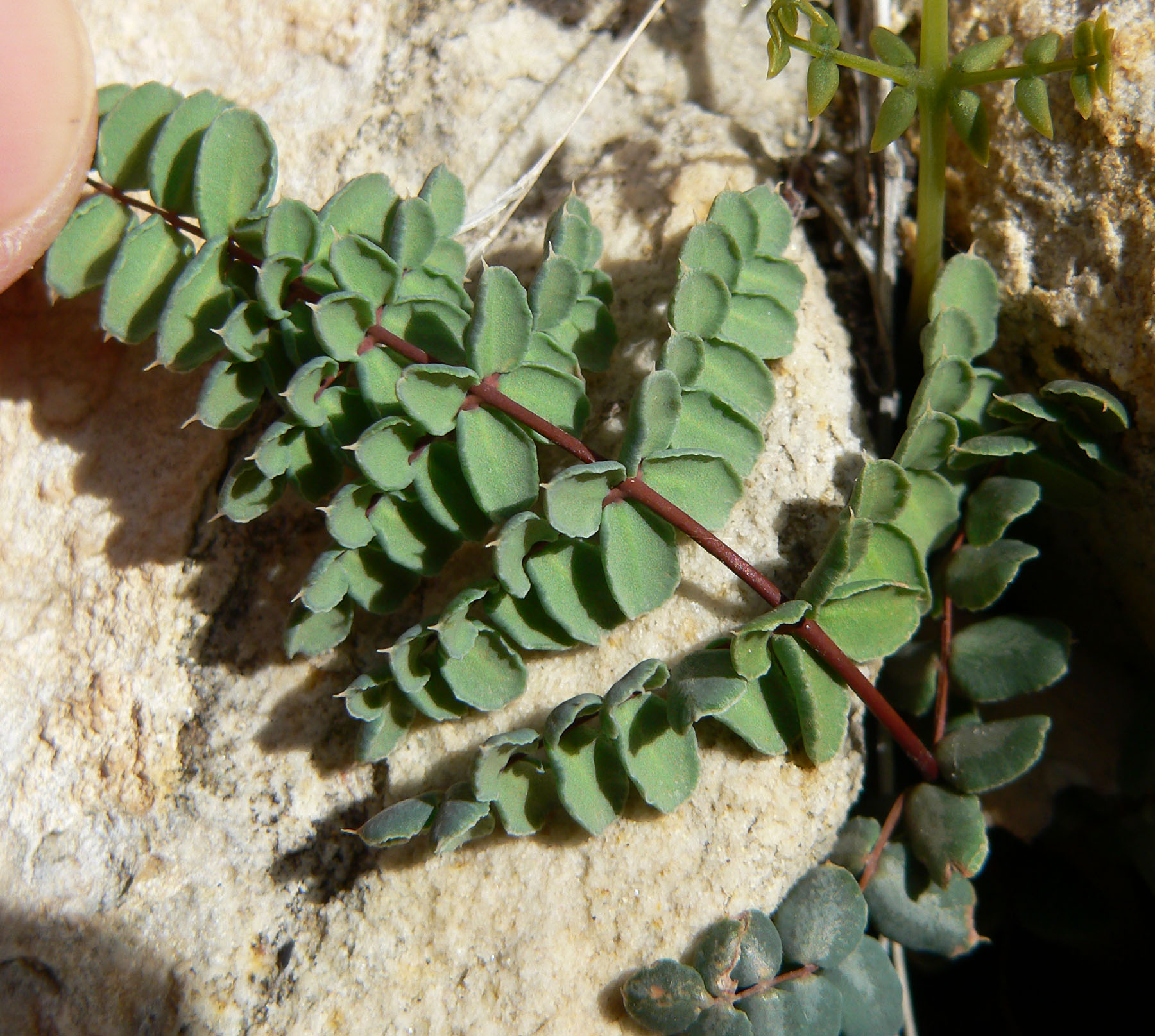